# باربرا مكلنتوك
باربرا مكلينتوك (بالإنجليزية: Barbara McClintock)‏ (16 يونيو 1902م-3 سبتمبر 1992م) عالمة أمريكية في اختصاص الوراثيات الخلوية والتي حصلت على جائزة نوبل في الفسيولوجيا أو الطب عام 1983م.تلقت مكلينتوك شهادة الدكتوراة في علم النبات من جامعة كورنيل في عام 1927م. فقد بدأت هناك حياتها المهنية كرائدة في تطور علم الوراثة الخلوية لنبات الذُرة وكان ذلك محور بحثها بقية حياتها. ومنذ أواخر العشرينيات درست مكلينتوك الكروموسومات وكيف أنها تتغير خلال عملية الاستنساخ في الذرة.انها وضعت هذه التقنية لتصور الكروموسومات الذرة واستخدام التحليل المجهري لإثبات العديد من الأفكار الجينية الأساسية. وكانت واحدا إحدى هذه الافكار هي فكرة إعادة التركيب الجيني عن طريق ظاهرة العبور التي من خلالها يحدث الانقسام الاختزالي-الآلية التي بها تبدل الكروموسومات المعلومات. وأنتجت أول خريطة جينية للذرة، والتي تربط مناطق الكروموسوم بالصفات المادية. ولقد برهنت على دور التيلومير والسنترومير، مناطق الكروموسوم التي تعتبر مهمة في الحفاظ على المعلومات الجينية. كانت معترف بها كواحدة من بين الأفضل في هذا المجال، ومُنحت زمالات دراسية مرموقة، وتم انتخابها عضوا في الأكاديمية الوطنية للعلوم في عام 1944م.
وقد اكتشفت مكلينتوك خلال الأربعينات والخمسينات نقل الجينات واستخدمتها لإثبات أن الجينات هي المسؤولة عن تحول الخصائص الفيزيائية داخليا وخارجيا. ثم وضعت بعض النظريات التي تفسر قمع المعلومات الوراثية والتعبير عنها من جيل واحد من نباتات الذُرة إلى جيل قادم. وقد توقفت عن نشرالبيانات التي تقدمها عام 1953م بسبب شكوك بحثها والآثار المترتبة عليه.

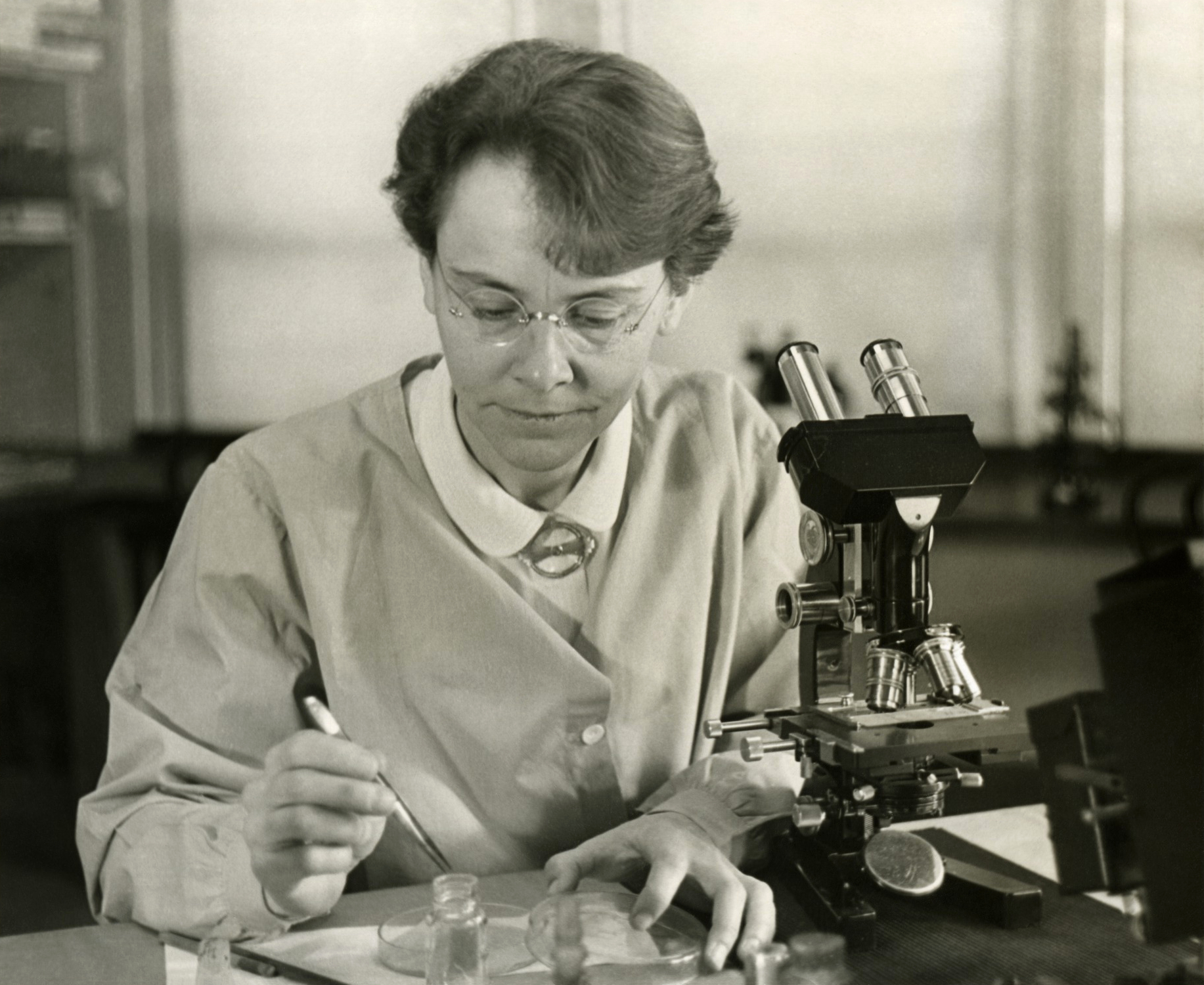
باربرا مكلينتوك أثناء عملها في المختبر

وفي وقت لاحق، قدمت دراسة مكثفة في علم الوراثة الخلوية والنباتات العرقية للذُرة في أمريكا الجنوبية. وفي الستينات والسبعينات، أصبح بحث مكلينتوك مفهوم جيداً، كما أكد علماء آخرين على آلية التغيير الجيني والتنظيم الجيني اللذان أقامت عليهما الحجة في أبحاث الذُرة التي أجرتها في الأربعينيات والخمسينيات. ثم تتابعت الجوائز والتقديرا ت لما ساهمت به في هذا المجال، بما في ذلك جائزة نوبل في الفسيولوجيا أو الطب، والتي مُنحت لها عام 1983م لاكتشاف نقل الجينات؛ فهي المرأة الوحيدة التي حصلت على جائزة نوبل في هذا المجال دون أن يشاركها أحد.

## نشأتها
ولدت باربرا مكلينتوك والتي عرفت باليانور مكلينتوك في السادس عشر من يونيو عام 1902م في هارتفورد، في مدينة كونيتيكت، وكانت ثالث أربعة أطفال ولدوا للطبيب توماس هنري مكلينتوك وسارة هاندي مكلينتوك. وكان توماس مكلينتوك طفلا من أطفال المهاجرين البريطانيين، وتنتسب سارة هاندي، وليدة النعمة إلى عائلة ماي فلاور الأمريكية القديمة. وكان مارجوري، الطفلة الكبرى، قد وُلدت في أكتوبر 1898؛ ومغنون، الابنة الثانية، ولدت في نوفمبر عام 1898م وقد ولُد الطفل الأصغر، مالكولم رايدر (ويسمى توم)، بعد باربرا بثمانية عشر شهراً. وكفتاة شابة، قرر والديها أن اليانور، وهو مسمى «مؤنث» و«يُوحي بالضعف» لم يكن مناسبا لها، واختارا باربرا بدلا من ذلك. وكانت مكلينتوك طفلة تعتمد على نفسها ابتداء من سن مبكرة جدا، وهي سمة اعترفت هي فيما بعد بأنها «لديها القدرة على أن تكون وحدها».ومنذ سن الثالثة حتى بدأت المدرسة، عاشت مكلينتوك مع عمتها وعمها في بروكلين، بنيويورك من أجل تخفيف العبء المالي على والديها في حين بدأ والدها الممارسة الطبية. وقد وصفت بأنها طفلة انفرادية ومستقلة، ووصفت أيضا بالمسترجلة.وكانت قريبة من والدها، ولكنها علاقتها بوالدتها كانت سيئة، والسبب التوتر الذي بدأ عندما كانت صغيرة.

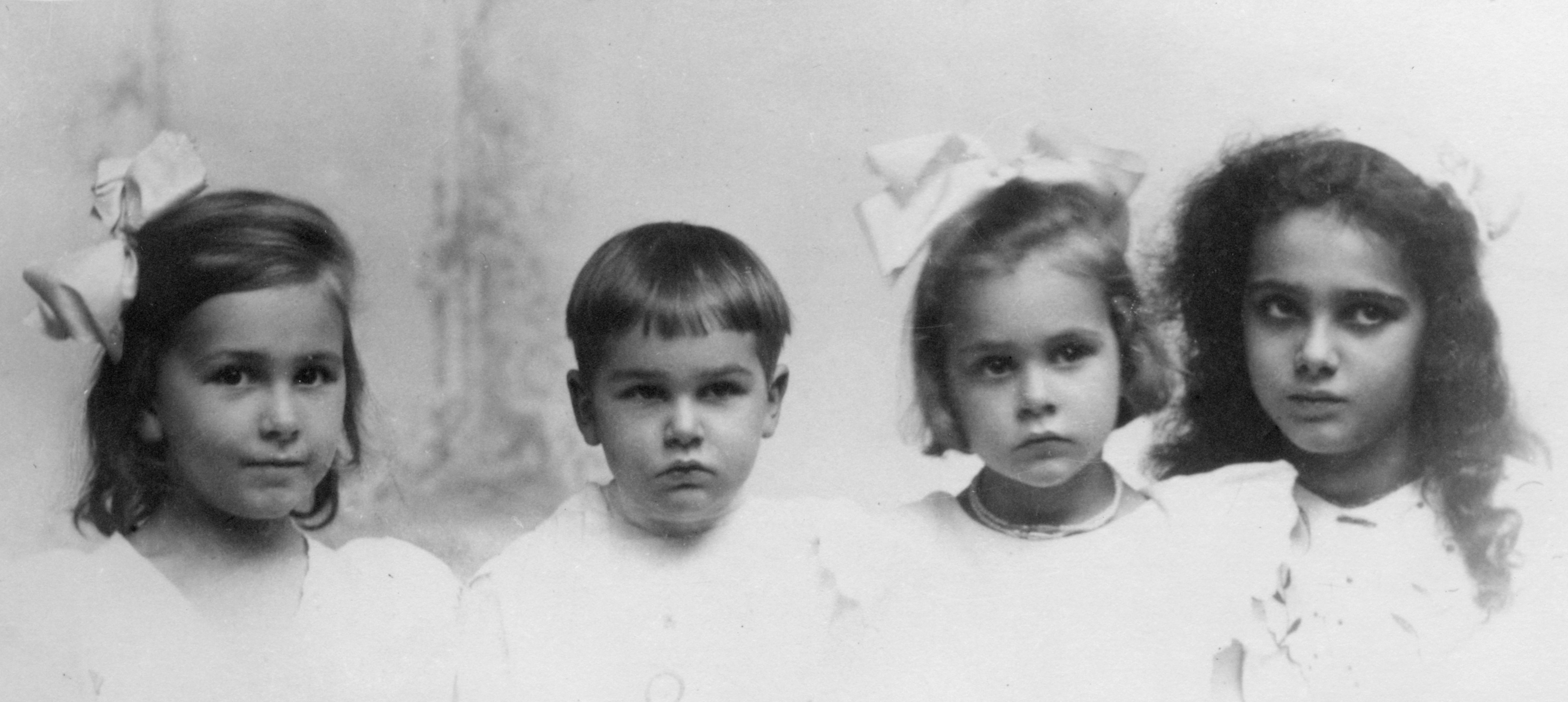
أطفال مكلينتوك من الشمال لليمين :ميجنون،مالكلوم رايدر،"توم"،باربرا ومارجوري

وقد انتقلت العائلة مكلينتوك إلى بروكلين في عام 1908م وأكملت مكلينتوك تعليمها الثانوي هناك في مدرسة ايراسموس هول الثانوية. وتخرجت في عام 1919في وقت مبكر. واكتشفت حبها للعلم وأكدت على شخصيتها الانفرادية خلال المرحلة الثانوية. وقالت أنها تريد أن تكْمل دراستها في جامعة كورنيل في كلية الزراعة. وقد اعترضت والدتها على إرسالها إلى الكلية، خوفا من أن يسبب ذلك حرمانها من الزواج. وقد تم منع مكلينتوك تقريبا من بدء دراستها الجامعية، ولكن والدها تدخل قبل بدء التسجيل مباشرة، وقد التحقت بجامعة كورنيل عام 1919م.

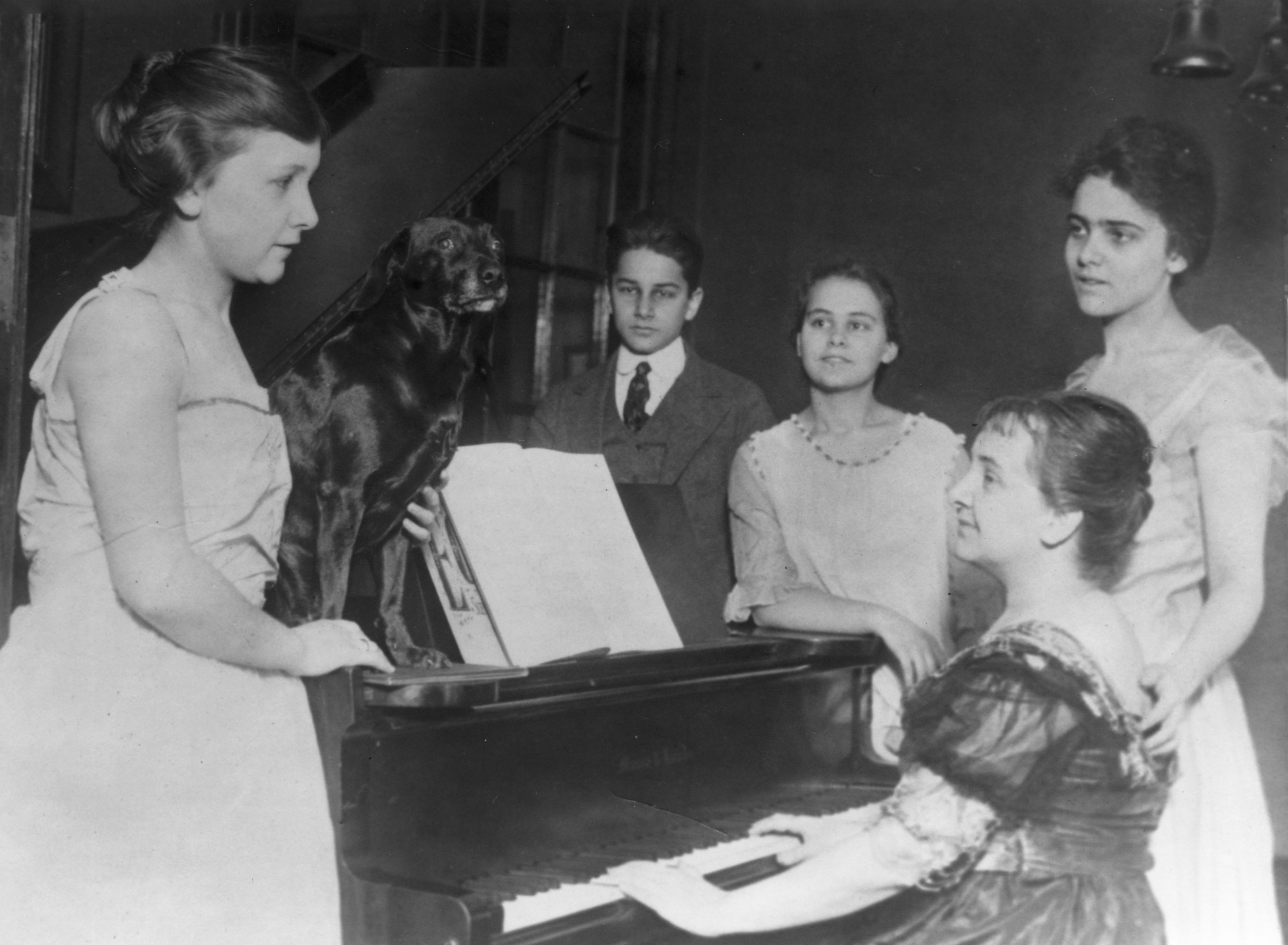
عائلة مكلينتوك من الشمال لليمين:ميجنون، توم، باربرا، مارجوري وسارة أثناء (العزف على البيانو)

## البحث والتدريب بجامعة كورنيل
بدأت مكلينتوك دراستها في كلية الزراعة بجامعة كورينيل في عام 1919م. وهناك، شاركت في الحكومة الطلابية ودُعيت للانضمام إلى نادي نسائي، على الرغم من أنها سرعان ما أدركت أنه من الأفضل لها عدم الانضمام إلى المنظمات الرسمية. بدلا من ذلك، انشغلت مكلينتوك بالموسيقى، وتحديدا موسيقى الجاز.وقد درست علم النبات، وتلقت درجة البكالوريوس في عام 1923م. وبدأ اهتمامها بعلم الوراثة عندما أخذت الدورة الأولى لها في هذا المجال في عام 1921م.واستندت الدورة بالطبع على واحدة مماثلة لها تم تقديمها في جامعة هارفارد، وكانت تدرس من قبل سي بي هوتشيسون، وهو مربي النبات وعالم الوراثة. وقد أعجب هوتشيسون باهتمامات ماكلينتوك، واتصل هاتفيا لدعوتها للمشاركة في دورة علم الوراثة للدراسات العليا في جامعة كورنيل في عام 1922.وعلى حد قول مكلينتوك فإن دعوة هوتشيسن كانت سببا جعلها واصلت الدراسة في علم الوراثة: «من الواضح أن هذه المكالمة التليفونية كانت من حددت مصير مستقبلي فقد بقيت مع علم الوراثة بعد ذلك.» وعلى الرغم من ماتم تقريره من أنه لا يمكن للنساء التخصص في علم الوراثة في جامعة كورنيل، وبالتالي فإن الماجستير والدكتوراه التي حصلت عليهما عامي 1925و 1927على التوالي، قد تم منحهم لها رسميا في علم النبات، فقد كشفت البحوث التي أجريت مؤخرا أن النساء قد نلن بالفعل الشهادات العليا في قسم تربية النبات بجامعة كورينيل خلال الوقت الذي كانت فيه مكلينتوك طالبة في نفس الجامعة.
خلال دراساتها العليا تم تعيينها كمدرس علم النبات بعد التخرج، وكانت مكلينتوك تلعب دورا أساسيا في تجميع المجموعة التي درست هذا المجال الجديد من علم الوراثة الخلوية في الذُرة. فقد أحضرت هذه المجموعة مربي النباتات ومتخصصي علم الوراثة الخلوية معا، وشملت ماركوس روودس، وجورج بيدل الذي حاز على جائزة نوبل بعد ذلك، وهارييت كريتون. وقد دعم رولنزاى.ايمرسون، رئيس قسم تربية النبات، هذه الجهود، على الرغم من أنه لم يكن مختصا في علم الوراثة الخلوية.

كما عملت كمساعد باحث لكل من لويل فيتز راندولف ثم لليستر جورج شارب، وكلاهما عالم من علماء النبات بجامعة كورينيل.
وقد ركزت أبحاث ماكلينتوك في علم الوراثة الخلوية على تطوير طرق لتصوير وتمييز كروموسومات الذرة. وهذا الجزء من عملها أثرعلى جيل من الطلاب، كما أنه تم ادراجه في معظم الكتب المدرسية.وقد قامت أيضا بتطوير تقنية تستخدم تلطيخ اللون القرمزي لتصوير كروموسومات الذرة، وأظهرت لأول مرة تركيب عشرة من كروموسومات الذرة. وجاء هذا الاكتشاف نتيجة لملاحظتها الخلايا من بوغ مكروي مخالفة لقمة الجذر. من خلال دراسة تركيب الكروموسومات، أصبحت مكلينتوك قادرة على ربط مجموعة كروموسوم معينة من الصفات التي ورثتها معا. وقد بيّن ماركوس روودس أن بحث ماكلينتوك في علم الوراثة عام 1929م والذي درس توصيف الكروموسومات الثلاثية الصيغة الصبغية في الذرة، أثارالاهتمام العلمي في علم الوراثة الخلوية للذرة، ونسب إليها عشرة من سبعة عشر من التقدمات الكبيرة في هذا المجال الذي قام به علماء جامعة كورنيل بين عامي 1929م و 1935م.
وفي عام 1930م، كانت مكلينتوك أول شخص يصف التفاعلات التي على شكل قطاعات من الكروموسومات المتماثلة أثناء الانقسام الاختزالي. في العام التالي، أثبت كلا من مكلينتوك وكريتون وجود الرابط بين تقاطع الكروموسومات أثناء الانقسام الاختزالي وإعادة تركيب الصفات الوراثية. كما لاحظا كيفية ترابط إعادة تركيب الكروموسومات عند النظر تحت المجهر مع صفات جديدة. وحتى هذه النقطة، قد تم الافتراض فقط أن إعادة التركيب الجيني يمكن أن يحدث أثناء الانقسام الاختزالي، على الرغم من أنه قد ثبت وراثيا. وقد نشرت مكلينتوك الخريطة الجينية الأولى للذرة في عام1931م، والتي تبين حدود ثلاثة جينات على كروموسوم الذرة التاسع. أنتجت تحليلا وراثيا خلويا للسنترومير، تصف فيه تنظيم وظيفة السنترومير، فضلا عن حقيقة أنه يمكن تقسيمه.
وقد أدى تقدم ماكلينتوك المعرفي المفاجئ ومنشوراتها، ودعم من زملائها، إلى منحهاعدة زمالات ما بعد الدكتوراه من المجلس القومي للبحوث. وقد سمح هذا العطاء لها بالاستمرار في دراسة علم الوراثة في جامعة كورنيل، جامعة ولاية ميسوري، ومعهد كاليفورنيا للتكنولوجيا، حيث عملت مع إي جي أندرسون. وخلال صيفي عام 1931م وعام 1932م، عملت في ولاية ميسوري مع علم الوراثة لويس ستادلر، الذي قدمها لاستخدام الأشعة السينية كمغير جيني. ومن الممكن أن يزيد التعرض للأشعة السينية من معدل التحور فوق مستوى الخلفية الطبيعي، مما يجعله أداة بحث قوية لعلم الوراثة. فمن خلال عملها مع الذُرة المتغيرة جينيا بالأشعة السينية، تعرفت على حلقة الكروموسومات، والي تتشكل عندما تندمج نهايات الكروموسوم الواحد مع بعضها البعض بعد الضرر الناتج عن الإشعاعات. ومن خلال هذا الدليل، افترضت مكلينتوك أنه يجب أن يكون هناك بنية على طرف الكروموسوم من شأنها أن يضمن الاستقرار بشكل طبيعي. وأوضحت أن فقدان حلقة الكروموسومات في الانقسام الاختزالي سببت الاختلاف في أوراق شجر الذُرة في الأجيال اللاحقة للأشعة الناجمة عن حذف الكروموسومات. وخلال هذه الفترة، أثبتت وجود منطقة منظمة نوية على منطقة أخرى على كروموسوم الذُرة السادس وهو مطلوب لتجميع النوية. وفي عام 1933، أكدت أن الخلايا يمكن أن يصيبها الضرر عندما يحدث إعادة التركيب غير المتجانس. وخلال هذه الفترة نفسها، افترضت مكلينتوك أن أطراف الكروموسومات يحميها التيلومير.
وقد تلقت مكلينتوك زمالة مؤسسة غوغنهايم التي مكنتها ستة أشهر من التدريب في ألمانيا خلال عامي 1933 و 1934م. وقد عزمت العمل مع كيرت ستيرن، الذين أقام الحجة على وجود ظاهرة العبور في ذبابة الفاكهة بعد أسابيع فقط من إثبات مكلينتوك وكريتون ذلك; ومع ذلك، فقدهاجر ستيرن للولايات المتحدة.وبدلا من ذلك، عملت مع عالم الوراثة ريتشارد.بي جولدشميت، الذي كان رئيس معهد القيصر ويلهلم. وغادرت ألمانيا في وقت مبكر وسط تصاعد التوتر السياسي في أوروبا، وعادت إلى جامعة كورنيل، وبقيت هناك حتى عام 1936، عندما قبلت العمل كمدرس مساعد اوالذي عرضه عليها لويس ستادلر في قسم علم النبات في جامعة ميسوري-كولومبيا. وحين ظلت في جامعة كورنيل، تم تأييدها بمنحة مؤسسة روكفلر التي مدتها عامين وحصلت عليها من خلال جهود إيمرسون.

## جامعة ميسوري
خلال فترة وجودها في جامعة ميسوري، واصلت مكلينتوك بحثها حول تأثير الأشعة السينية على علم الوراثة الخلوية في نبات الذُرة. ولاحظت مكلينتوك أن الكروموسومات تنكسر وتنصهر في خلايا الذرة التي تتعرض لللأشعة. وكانت أيضا قادرة على أن تبين أنه في بعض النباتات، يحدث كسرالكروموسوم في خلايا السويداء. وأثناء الانقسام الميتوزي، لاحظت أن نهايات الكروماتيدات المكسورة انضمت مرة أخرى إلى بعضها البعض بعد تضاعف الكروموسومات. وخلال مرحلة طور الصعود من هذا الانقسام، شكلت الكروموسومات المكسورة جسرا كروماتيدي، والذي تم كسره عندما توجهت الكروماتيدات نحو قطبي الخلية. وتم إعادة انضمام النهايات المكسورة في مرحلة الطور البيني اثناء الانقسام الميتوزي التالي.وعندما تتكرر الدورة فإنها تسبب طفرة هائلة والتي فسرتها بتعدد الأالوان في السويداء. وكانت دورة الكسر التي تعد بمثابة جسر الاتصال المفتاح الرئيسي لاكتشاف علم الدراسة الخلوية لعدة أسباب. أولها، أنها بينت أن اتصال الكروموسومات لم يكن حدثا عشوائيا، وثانيها، أنها أقامت مصدرا واسع النطاق للطفرة. ولهذا السبب، بق اليوم منطقة اهتمام في أبحاث السرطان.
وعلى الرغم من تقدم أبحاثها في جامعة ميسوري، لم تكن مكلينتوك راضية عن منصبها في الجامعة. وأشارت إلى استبعادها من اجتماعات أعضاء هيئة التدريس، ولم تكن على علم بالوظائف المتاحة في المؤسسات الأخرى. وفي عام 1940م، كتبت لتشارلز بيرنهام، «لقد قررت أنني يجب أن أبحث عن عمل آخر.و بقدر استطاعتي سأنظر في الأمر. لم يعد هناك شيء أكثر اهمية بالنسبة لي هنا. فانا اعمل كأستاذ مساعد بمبلغ ثلاثة آلاف دولار وأنا على يقين أن هذا هو الحد الادني بالنسبة لي.» وفي البداية، تم وضع منصب مكلينتوك خصيصا لها من قبل ستادلر، وربما قد اعتمدت على وجوده في الجامعة. واعتقدت مكلينتوك انها لن تكسب الحيازة في جامعة ميسوري، على الرغم من أنه وفقا لبعض الروايات، قد عرفت أنه سيتم تقديم ترقية لهامن ميسوري في ربيع عام 1942م. وتكشف الأدلة الحديثة أن مكلينتوك قد قررت على أغلب الظن ترك ميسوري لأنها فقدت الثقة في عائلها وفي إدارة الجامعة، بعد ان اكتشفت أن منصبها سيكون في خطر إذا غادر ستادلر لمعهد كاليفورنيا للتكنولوجيا، كما كان يضع هذا في اعتباره. وقدضخم انتقام الجامعة من ستادلر مشاعرها.
وفي أوائل عام 1941م، أخذت إجازة من جامعة ميسوري على أمل العثور على وظيفة في أي مكان آخر. فقد وافقت على الأستاذية المؤقتة في جامعة كولومبيا، حيث كان زميلها السابق في جامعة كورنيل ماركوس روودس أستاذا. كما عرض روودس أيضا تبادل حقل أبحاثه في كولد سبرينج هاربور في جزيرة لونج. وفي ديسمبر عام 1941م، عرضت بحثا أشرف عليه ميليسلاف ديميريس، المعين حديثا والقائم بأعمال مدير معهد كارنيجي في قسم واشنطن من مختبر كولد سبرينج هاربور لعلم الوراثة الخلوية.وقبلت مكلينتوك دعوته على الرغم من مخاوفها، وأصبحت عضوا دائما في الكلية.

## كولد سبرينج هاربور
وبعد تعيينها المؤقت لمدة عام، قبلت مكلينتوك عمل البحث كدوام كامل بمختبر كولد سبرنج هاربور. وهناك، كانت مبدعة للغاية وواصلت عملها في دورة جسر الكسر والانصهار، واستخدمتها لتحل محل الأشعة السينية كأداة لرسم خرائط الجينات الجديدة.و في عام 1944م، وتقديرا لمكانتها في مجال علم الوراثة خلال هذه الفترة، تم انتخاب مكلينتوك للأكاديمية الوطنية للعلوم، وهي ثالث امرأة يتم انتخابها. وفي ذلك العام نفسه، أصبحت أول رئيسة لجمعية علم الوراثة الأمريكية؛ وتم انتخابها نائبا لرئيسها في عام 1939م. وفي عام 1944 م أجرت تحليلا وراثيا خلويا من فطر كراسا العصيباء المبوغة بناء على اقتراح من جورج بيدل، الذي استخدم الفطر للتدليل على علاقة جين واحد لانزيم واحد. ودعاها إلى ستانفورد لإجراء الدراسة. ووصفت بنجاح عدد الكروموسومات، أو النمط النووي، من فطر كاراسا N. ووصفت حياة الدورة الكاملة لهذه الأنواع.وأصبح فطر كاراسا N منذهذا الحين نموذجا لأنواع التحليل الجيني الكلاسيكية.

### اكتشاف عناصر التحكم
وفي صيف عام 1944م في مختبر كولد سبرنج هاربور، بدأت مكلينتوك دراسات منهجية حول آليات أنماط الألوان الفسيفسائية لبذور الذرة والآثار الغير ثابتة لهذه الاصباغ. فقد تعرفت على اثنين من المواضع الجينية الوراثية السائدة المتفاعلة الجديدة التي اسمتها ديسوسيتور (DS)والمنشط (AC). ووجدت أن الديسوسيتورليس مجرد فصل أو إنشاء الكسر في الكروموسوم ، وكان لها أيضا مجموعة متنوعة من الآثار على الجينات المجاورة عندما كان المنشط موجود أيضا والذي من بينها جعل بعض الطفرات الثابتة غير ثابتة. وفي أوائل عام 1948م، جعلت الاكتشاف المدهش أن كلا من الديسوسيتور والمنشط بإمكانهم تبديل أو تغيير المواضع على الكروموسوم.

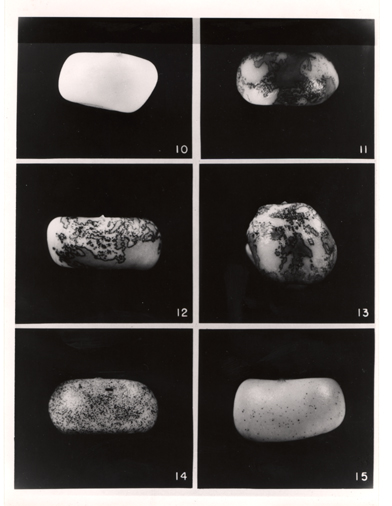
العلاقة بين ACوDS في التحكم في العناصر ولون الذرة المرسوم بالفسيفساء. البذرة في رقم 10 عديمة اللون، إذ أنه ليس هناك عنصر AC موجود و DS يمنع تركيب الأصباغ الملونة تسمى الانثوسيانين.و في رقم11-13،هناك نسخة واحدة موجودة من عنصر AC. ويمكن لDS ان تتحرك ويتم إنتاج بعض الأنثوسيانين، وخلق نمط الفسيفساء. وهناك في النواة في لوحة 14 نوعان من عناصر ACوفي 15 هناك ثلاثة.

ولاحظت آثار نقل ACوDS من خلال أنماط التلوين المتغيرة في حبات الذرة على مدى أجيال من الرموزالتي يتم السيطرة عليها، ووصفت العلاقة بين الموضعين من خلال التحليل المجهري المعقد. وخلصت إلى أن AC يتحكم في تبديلDS من الكروموسوم 9، وأن حركة DS يرافقه تكسر الكروموسوم. وعندما يتحرك DS، يتم الإفراج عن الجين آلورون اللون من أثر القمع الذي نقله DS وحوله إلى الشكل النشط، والذي يبدأ بالأصباغ في الخلايا. وتبديل DS في خلايا مختلفة يكون عشوائيا، والتي قد تنتقل في بعضهم وبعضهم الآخر لا، والذي يسبب لون الأصباغ. ويتم تحديد حجم البقعة الملونة على البذور عن طريق مرحلة من مراحل تطوير البذور خلال التفكك. ووجدت مكلينتوك أيضا أن نقل DS يتم تحديده بعدد النسخ AC في الخلية.
وبين عامي 1948م و 1950م، وضعت نظرية والتي بها تنظم هذه العناصر المتنقلة الجينات عن طريق تثبيط أو تحوير عملها. وأشارت إلى ديسوسياتور والمنشط باسم «وحدة التحكم» -ثم ، بأنهم «عناصر التحكم» - لتمييزها عن الجينات. وافترضت أن تنظيم الجينات يمكن أن يفسر كيف أن الكائنات متعددة الخلايا المعقدة والمصنوعة من خلايا متطابقة في العوامل الوراثية لديها خلايا ذات وظيفة مختلفة. وتحدى اكتشاف ماكلينتوك مفهوم العوامل الوراثية كمجموعة ثابتة من التعليمات تتناقلها الأجيال. وفي عام 1950م، ركزت عملها على ACوDS وأفكارها حول تنظيم الجينات في بحث بعنوان «الأصل والسلوك للمواضع القابلة للتغيير في الذرة» والذي تم نشره في وقائع مجلة الأكاديمية الوطنية للعلوم. وفي صيف عام 1951م، عندما ركزت عملها على الأصل والسلوك للمواضع القابلة للتغيير في الذرة في الندوة السنوية في مختبر كولد سبرنج هاربور، قدمت بحثا يحمل نفس الاسم. وقد نقب البحث عن حالة عدم الاستقرار الناجمة عن DCو AS أو مجرد AS في أربع جينات بالإضافة إلى ميل هذه الجينات إلى العودة التي لا يمكن التنبؤ بها إلى النمط الظاهري البرية. وحددت أيضا «الأسر» من الترانسبوزونات، التي لم تتفاعل مع بعضها البعض.
كان عملها على عناصر التحكم وتنظيم الجينات صعبا من الناحية المفاهيمية وغير مفهوم على الفور أو مقبول من قبل المعاصرين لها. فقد وصفت استقبال بحثها ب «الحيرة، بل والعداء». ومع ذلك، واصلت مكلينتوك تطوير أفكارها حول عناصرالتحكم. وقد نشرت بحثا في علم الوراثة في عام 1953م، حيث قدمت جميع البيانات الإحصائية التي توصلت لها، وأجرت جولات المحاضرات في الجامعات في التسعينات للحديث عن عملها. وواصلت التحقيق في المسألة والتعرف على العنصر الجديد والذي أسمته بالكابت الطفرة (spm)، والذي على الرغم من ماشبهته AC/DS ، يعمل بطريقة أكثر تعقيدا.ويمكن لبعض الإصدارات التبديل من تلقاء نفسها ولا يمكن للبعض الآخرذلك مثلها في ذلك مثل AC/DS. وبخلاف AC/DS، عندما تكون موجودة، تقمع تماما تعبير الجينات الطافرة رغم أنها عادة لا يمكن منعها تماما. وبناء على ردود أفعال العلماء الآخرين تجاه بحثها، شعرت مكلينتوك أنها تخاطر بتنفير التيار العلمي، ومنذعام 1953 توقفت حسابات نشر أبحاثها حول عناصر التحكم.

### أصول الذرة
وفي عام 1957م، تلقت مكلينتوك التمويل من الأكاديمية الوطنية للعلوم لتبدأ البحث عن السلالات الأصلية للذرة في أمريكا الوسطى وأمريكا الجنوبية. وقد رغبت في دراسة تطور الذرة من خلال التغيرات الكروموسومية، وكونها في أمريكا الجنوبية من سيتيح لها العمل على نطاق أوسع. واستكشفت مكلينتوك في الخصائص التطورية والتركيبية والكروموسومية لأصول الذرة المختلفة. وبعد العمل المكثف في الستينات والسبعينات نشرت مكلينتوك والمتعاونين معها دراسة بعنوان البنية الكروموسومية لأصول الذرة، واضعين بصمتهم على علم أحفوريات النباتات، النباتات الطبية، وعلم الأحياء التطوري.

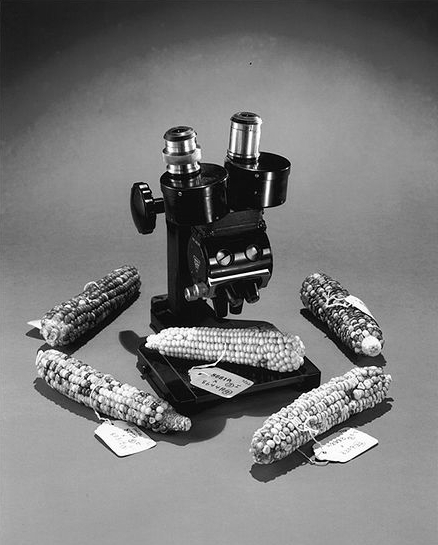
مجهر ماكلينتوك وآذان الذرة على المعرض في المتحف الوطني للتاريخ الطبيعي

### إعادة النظر في عناصر التحكم الذي اكتشفتها مكلينتوك
وقد تقاعدت مكلينتوك رسميا من منصبها في معهد كارنيجي عام 1967م، تم تعيينها عضو مساعد متميز في معهد كارنيجي في واشنطن. وقد سمح هذا الشرف لها بمواصلة العمل مع طلاب الدراسات العليا والزملاء في مختبركولد سبرينج هاربور كعالمة فخرية. وعاشت في البلدة. وفي إشارة إلى قرار لها قبل عشرين عاما لوقف نشر تقارير مفصلة حول عملها على عناصر التحكم، وكتبت في عام 1973:
وقد تم الكشف عن أهمية المساهمات التي قامت بها ماكلينتوك في الستينات، عندما وصف عمل علماء الوراثة الفرنسيين فرانسوا يعقوب وجاك مونو في التنظيم الجيني لمشغل لاك، وهو مفهوم أثبتته مع AC\DS في عام 1951م. وعقب صحيفة يعقوب ومونوعام1961م، وهو بحث الأحياء الجزيئية «الآليات التنظيمية الوراثية في تخليق البروتينات»، كتبت مكلينتوك مقالا عن المقارنة الطبيعية الأمريكية لمشغل لاك وعملها في عناصرالتحكم في الذرة. ولاتزال مساهمة ماكلينتوك في علم الأحياء غير معترف بها على نطاق واسع كقيمة لاكتشاف التنظيم الجيني.
وكان الفضل لمكلينتوك على نطاق واسع لاكتشافها عملية التحويل بعد أن اكتشف أخيرا باحثين آخرين العملية في الجراثيم والخميرة، والبكتيريا في أواخر الستينات وفي أوائل السبعينات. وخلال هذه الفترة، طور علم الأحياء الجزيئي تكنولوجيا جديدة هامة، وكان العلماء قادرين على اظهار الأساس الجزيئي للتبديل. وفي السبعينات، تم استنساخ ACوDS من قبل علماء آخرين، وتم عرضهما كترانسبوزونات من الدرجة الثانية.يعد AC ينقولا كاملا والذي يمكن أن ينتج ترانسبوزاز وظيفي، وهو مطلوب للعنصر للتحرك داخل الجينوم. أما DS فلديها طفرة في جين ترانسبوزازالخاص بها ، وهو ما يعني أنه لا يمكن أن يتحرك من دون مصدر آخر للترانسبوزاز. وهكذا، كما لاحظت مكلينتوك، فإن DS لا يمكنه التحرك في غياب AC. كما تم يتميز SPM باعتباره ينقول. وقد أظهرت الأبحاث اللاحقة أن الترانسبوزونات عادة لا تتحرك إلا إذا تم وضع الخلية تحت الضغط، مثل الإشعاع أو دورة جسر الكسرو الانصهار ، وبالتالي فإن تفعيلها أثناء الإجهاد يمكن أن تكون بمثابة مصدر التنوع الجيني للتطور. وقد فهمت مكلينتوك دور الترانسبوزونات في التطور وتغيير الجينوم جيدا قبل اغتنام باحثون آخرون هذا المفهوم. في الوقت الحاضر، ويستخدم AC\DSكأداة في علم أحياء النبات لتوليد نباتات متحولة والتي تستخدم لتوصيف وظيفة الجين.

## أوسمة الشرف والتقديرات
وفي عام 1947م، حصلت مكلينتوك على جائزة الإنجاز من الجمعية الأمريكية للنساء الجامعيات. وتم انتخابها كزميل الأكاديمية الأمريكية للفنون والعلوم في عام 1959م. وفي عام 1967، حصلت مكلينتوك على جائزة كيمبر في علم الوراثة، وبعد ثلاث سنوات، تم منحها الوسام الوطني للعلوم ومنحه لها ريتشارد نيكسون في عام 1970م. وكانت أول امرأة تحصل على جائزة الوسام الوطني للعلوم. وقد أسمت كولد سبرينج هاربر مبنى باسمها عام 1973م. وقد حصلت على جائزة لويس وبيرت فريدوم فونديشن وجائزة لويس اس. روزنستيل عام 1978م . وفي عام 1981، أصبحت المستفيدة الأولى من منحة ماك آرثر فونديشن، وحصلت على جائزة ألبرت لاسكر للبحث الطبي الأساسي، جائزة وولف في الطب وميدالية توماس هانت مورجان من قبل جمعية علم الوراثة الأمريكية. وفي عام 1982م، مُنحت جائزة لويزا جروس هورويتز من جامعة كولومبيا لبحثها في «تطور المعلومات الوراثية والتحكم في التعبير عنها.»
وأبرز هذه الجوائز، هي جائزة نوبل للفسيولوجيا أو الطب التي نالتها عام 1983، وكانت أول امرأة تفوز بتلك الجائزة وحدها دون أن يشاركها فيها أحد، بفضل مؤسسة نوبل لاكتشاف «العناصر الجينية المتنقلة». وكان ذلك بعد أكثر من ثلاثين عاما لوصفها في البداية لظاهرة عناصرالتحكم. وتمت مقارنتها بجريجور مندل في إطار مسيرتها العلمية من قبل الأكاديمية السويدية للعلوم عندما مُنحت الجائزة.
وتم انتخابها عضوا خارجيا للجمعية الملكية (ForMemRS) عام 1989م. وتلقت مكلينتوك وسام بنيامين فرانكلين للإنجاز المتميز في علوم الجمعية الفلسفية الأمريكية عام 1993م. وقد نالت 14 دكتوراه فخرية في درجات العلوم ودكتوراه فخرية في الآداب الإنسانية. وفي عام 1986 م تم تنصيبها في القاعة القومية لشهرة المرأة. وفي سنواتها الأخيرة، عاشت مكلينتوك حياة عامة بدرجة أكبر، ولاسيما بعد ان كتبت ايفلين فوكس كيلر سيرتها عام 1983م ، مجرد شعور يجلب قصة ماكلينتوك للجمهور. وقد بقيت موجودة بانتظام في جمعية كولد سبرينج هاربور، وتلقي محاضرات حول العناصر الوراثية المتنقلة وتاريخ البحوث الوراثية لصالح العلماء الصغار. وتم نشر مقتطفات لثلاثة وأربعين منشورا لها حول اكتشاف وتوصيف العناصر المتنقلة : وتم نشر وثائق باربرا مكلينتوك التي تم جمعها عام 1987م.

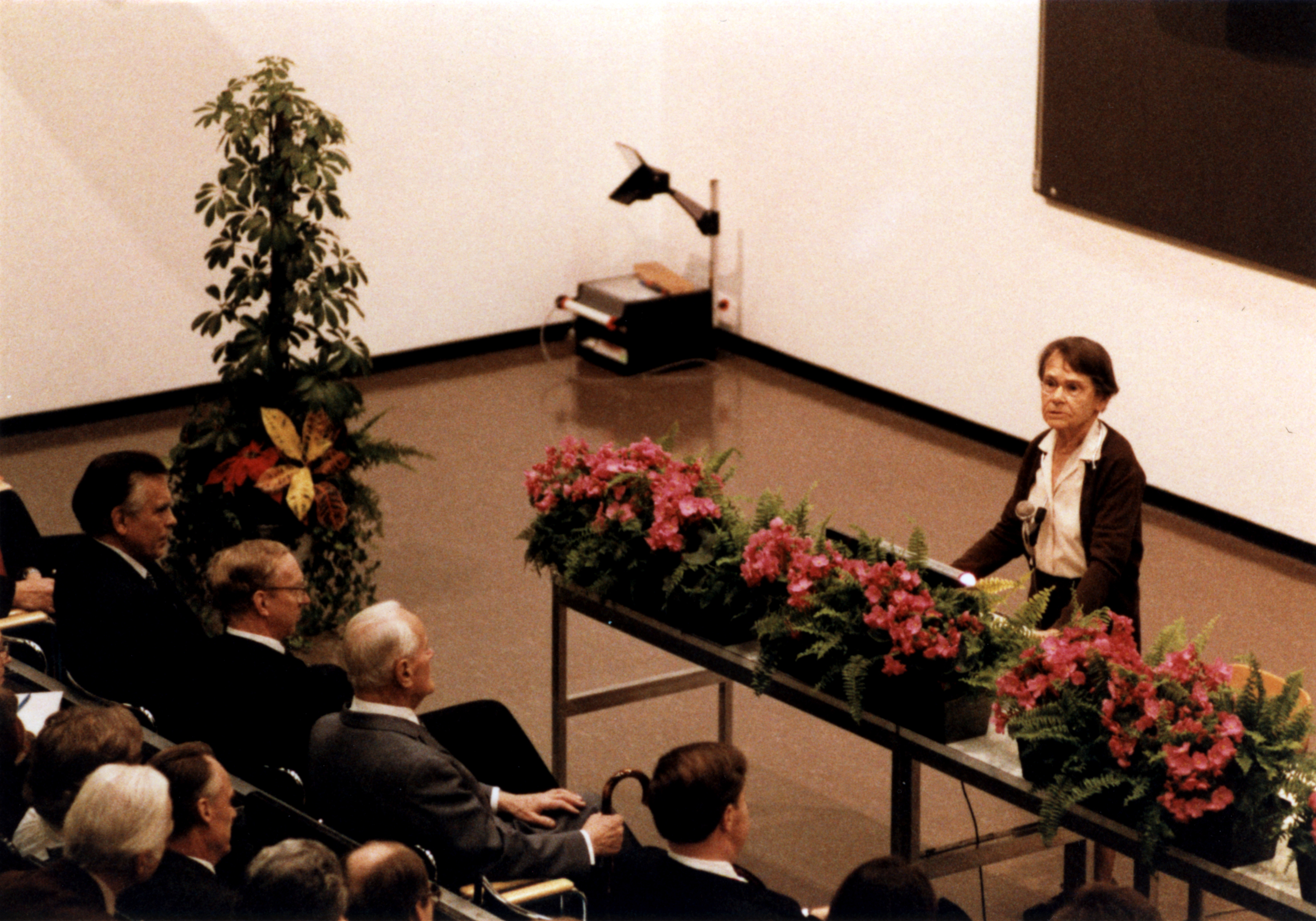
مكلينتوك وهي تلقي محاضرة أثناء استلامها جائزة نوبل.

## السنوات الأخيرة
قضت مكلينتوك سنواتها الأخيرة، بعد جائزة نوبل، كقائد رئيسي وباحث في هذا المجال في مختبر كولد سبرنج هاربور في لونج آيلاند، بنيويورك. وتوفت مكلينتوك لأسباب طبيعية في هنتنجتون، نيويورك، في الثاني من سبتمبر عام 1992م في سن التسعين؛ ولم تتزوج ولم يكن لها أطفال.

## تراثها
ومنذ وفاتها، أصبحت مكلينتوك موضوع السيرة الأساسي لعمل كتبه مؤرخ العلوم ناثانيل سي كومفورت وهو كتاب "ذا تانجلد فييلد": والذي يشير فيه إلى بحث باربرا ماكلينتوك عن أنماط عناصر التحكم الوراثية. وتذكر سيرة كومفورت بعض الادعاءات حول مكلينتوك، وصفها ب" أسطورة مكلينتوك"، والتي يدعي تخليدها في سيرة كيلر السابقة. وكانت أطروحة كيلر أن مكلينتوك تم تجاهلها طويلا أو أنها واجهت السخرية لأنها كانت امرأة عاملة في مجال العلوم. فعلى سبيل المثال، عندما قدمت مكلينتوك النتائج التي توصلت إليها أن الوراثة في الذُرة لا تتفق مع توزيعات مندل، أعرب عالم الوراثة سيوال رايت عن اعتقاده أنها لاتفهم الرياضيات الضمنية التابعة لعملها، وهو اعتقاد أعرب عنه رايت تجاه النساء الأخريات الموجودات في ذلك الوقت. وبالإضافة إلى ذلك، روى عالم الوراثة لوت أورباك أن جوشوا لدربيرج قد عاد من زيارة إلى مختبر ماكلينتوك حاملا ملاحظة يقول فيها: "والله، ‘ن هذه المرأة إما مجنونة أو عبقرية". "وبسبب مايقوله أورباك ، قد طردت مكلينتوك لدربيرج وزملاؤه بعد نصف ساعة" بسبب غرورهم، فقد كانت لا تقبل بالغطرسة ...فقد شعرت أنها قد عبرت الصحراء وحدها، ولم يتبعها أحد."
ومع ذلك، يؤكد كومفورت أن مكلينتوك كانت في مكانة مرموقة بين زملائها المهنيين، حتى في السنوات الأولى من حياتها المهنية. وعلى الرغم من قول كومفورت أن مكلينتوك لم تكن ضحية للتمييز بين الجنسين، فقد تم الكتابة عنها على نطاق واسع في سياق دراسات المرأة. وتبين معظم أعمال السيرة الذاتية الحديثة حول وضع المرأة تجاه العلم حسابات خبرتها. وقد اعتبرت بمثابة قدوة للفتيات في أعمال أدب الأطفال كما في عمل إديث هوب فاين «باربرا مكلينتوك»، الحائزة على جائزة نوبل في علم الوراثة، وعمل ديبورا هيليجمان «باربرا مكلينتوك»: الفريدة في مجالها وعمل ماري كيترايدج «باربرا مكلينتوك». وتقدم سيرة ذاتية حديثة للشباب والتي كتبها نعومي باساكوف، باربرا مكلينتوك، العبقرية في علم الوراثة، منظورا جديدا، استنادا إلى الأدب الحالي.
وفي الرابع من مايو عام 2005م، أصدرت دائرة بريد الولايات المتحدة «العلماء الأمريكيين» سلسلة طوابع البريد التذكارية ، ومجموعة من أربعة 37 سنتا لطوابع ذاتية اللصق في عدة صور. وتم تصوير العلماء: باربرا مكلينتوك وجون فون نيومان وجوزيه جيبس، وريتشارد فاينمان. وقد تم تصوير مكلينتوك أيضا في إصدار أربعة طوابع عام 1989م من السويد وهو الأمر الذي يوضح عمل ثمانية من علماء الوراثة الحائزين على جائزة نوبل. وقد تم تسمية مبنى صغير في جامعة كورنيل ومبنى مختبرات في مختبر كولد سبرنج هاربور باسمها. وقد سمي شارع باسمها في «جمعية التنمية ادلرشوف» الجديدة بحديقة العلوم في برلين.

وتمت الإشارة إلى بعض الإنجازات الشخصية والعلمية لمكلينتوك في رواية جيفري ايوجينيدز عام 2011م «ذا ماريج بلوت»، والتي تحكي قصة عالم وراثة الخميرة والذي يدعى ليونارد والذي يعاني من اضطراب ثنائي القطب. وهو يعمل في مختبر مبني على نطاق واسع على كولد سبرينج هاربور. وهذه الشخصية التذكيرية لمكلينتوك هي عبارة عن عالم وراثة متوحد في مختبر خيالي والذي يساوي الاكتشافات بنظيرها الواقعي.

## روابط خارجية
- باربرا مكلنتوك على موقع الموسوعة البريطانية (الإنجليزية)
- باربرا مكلنتوك على موقع مونزينجر (الألمانية)
- باربرا مكلنتوك على موقع إن إن دي بي (الإنجليزية)